# Con la musica nel cuore
Con la musica nel cuore este un CD publicat în 2008, distribuit împreună cu cartea lui Al Bano care poartă același titlu.
În afară de vechile hituri, conține o uvertură simfonică a piesei Nel sole și o nouă versiune a melodiei La zappa picca pane pappa din 1972.

## Track list
1. Nel sole (Ouverture)  (Albano Carrisi, Pino Massara)
2. In controluce  (Albano Carrisi, Paolo Limiti)
3. I fiori del tempo  (Albano Carrisi, Pino Massara, Pino Aprile)
4. La siepe  (Pino Massara, Vito Pallavicini)
5. Il bambino non è più re  (Albano Carrisi)
6. Il covo delle aquile  (Albano Carrisi, Andrea Lo Vecchio)
7. La zappa picca pane pappa  (Albano Carrisi, Romina Power)
8. Nel sole  (Albano Carrisi, Pino Massara, Vito Pallavicini)
9. I cigni di Balaka  (Albano Carrisi, Willy Molco, Albano Carrisi)
10. Il mondo degli angeli  (Maurizio Fabrizio, Romina Power, Oscar Avogadro)
11. Figlio delle Ande  (Albano Carrisi, Fabrizio Berlincioni, Albano Carrisi, Andrea Sacchi)
12. 13, storia d'oggi  (Albano Carrisi, Vito Pallavicini)
13. Nostalgia canaglia  ((Albano Carrisi, Mercurio, Romina Power, Vito Pallavicini, Willy Molco)
14. È la mia vita  (Maurizio Fabrizio, Pino Marino)
15. Libertà (Live)  (Springbock, L.B.Horn, Willy Molco, Romina Power, Vito Pallavicini)
16. Felicità  (Cristiano Minellono, Dario Farina, Gino De Stefani)